# Bitwa o Rafah
Bitwa o Rafah – bitwa stoczona pomiędzy Siłami Obronnymi Izraela, a siłami  zbrojnymi Egiptu na południe od Rafah, w rejonie dzisiejszej Strefy Gazy. Do bitwy doszło podczas I wojny izraelsko-arabskiej w dniach 3-7 stycznia 1949. Bitwa stanowiła część operacji Horew. Jej celem było okrążenie egipskiego korpusu ekspedycyjnego w obszarze Strefy Gazy i doprowadzenie do podpisania korzystnego porozumienia kończącego wojnę. Walki zostały przerwane, ponieważ Egipcjanie wyrazili zgodę na rozpoczęcie negocjacji pokojowych nad zakończeniem wojny.

## Tło wydarzeń
Gdy wybuchła I wojna izraelsko-arabska w maju 1948 większą część pustyni Negew zajęły wojska egipskie. Dopiero jesienią Izraelczycy przeprowadzili operację Jo’aw i przejęli inicjatywę na Negewie. W jej rezultacie zajęli strategiczne miasto Beer Szewa i zepchnęli główne siły egipskie do obszaru Strefy Gazy. W dniu 1 grudnia 1948 w Ammanie odbyła się pierwsza w historii konferencja zatytułowana „Jerycho”, w której udział wzięło około 3 tys. delegatów z terytoriów Palestyny pozostających pod kontrolą wojsk jordańskich. Postanowili oni, że „Palestyna będzie częścią jednego Królestwa Haszymidzkiego i przysięgają wierność Jej Królewskiej Mości Królowi Abdullah bin al-Husajnowi”.
Decyzja ta była wyrazem ambitnych planów króla Abdullaha, który zamierzał podporządkować sobie Zachodni Brzeg ze Wschodnią Jerozolimą. Wywołało to jednak silne sprzeciwy pozostałych państw arabskich, z których najgłośniejszy sprzeciw wniósł Egipt. Starając się uspokoić emocje, król Abdullah wysłał do Egiptu swojego ministra z listem, w którym wyjaśniał, że decyzja Konferencji „Jerycho” była wyrazem opinii ludności Palestyny, z których 700 tys. jest uchodźcami. Abdullah wysłuchał ich prośby, i jak twierdził w tym liście, wysłuchał i wziął ich pod swoją opiekę. W odpowiedzi, egipski minister Nugruszi Pasza napisał, że Egipt zawsze stał na stanowisku, że armie arabskie wkroczyły do Palestyny aby ratować naród arabski, a następnie utworzyć państwo z własnymi rozwiązaniami politycznymi, będącymi odzwierciedleniem poglądów i przekonań palestyńskich Arabów. W liście tym podkreślił, że Egipt zawsze przestrzegał zasady, że Palestyna jest dla swojego narodu i ma nadzieję, że decyzja jordańskiego króla nie sprzeciwi się tym poglądom. Dodatkowo, król Faruk I wezwał przywódców innych państw arabskich, aby rozpoczęli współpracę przeciwdziałając planom Abdullaha o narzuceniu haszymidzkiej dominacji w regionie. Wszystkie te działania potwierdzały rosnącą różnicę poglądów pomiędzy Egiptem a Transjordanią. Zwróciła na to uwagę Wielka Brytania, która potrzebowała współpracy pomiędzy tymi obydwoma państwami, aby utrzymać swoje interesy na Bliskim i Środkowym Wschodzie. Dlatego brytyjski minister spraw zagranicznych Ernest Bevin przedstawił plan podziału pozostałych po Palestynie terytoriów pomiędzy Egipt i Transjordanię. W ten sposób król Abdullah otrzymałby Zachodni Brzeg ze Wschodnią Jerozolimą, natomiast król Faruk otrzymałby część pustyni Negew ze Strefą Gazy. Propozycja ta wymagała jednak niezwykłej delikatności względem państwa żydowskiego, dlatego Brytyjczycy usilnie nakłaniali Abdullaha by kontynuował negocjacje z Izraelem.
Izraelskie dowództwo zdawało sobie sprawę, że zbliża się koniec wojny. Dlatego strategiczną koniecznością wydawało się poszukiwanie jak najszybszych rozwiązań na Negewie, tak aby przeszkodzić zatrzymaniu tych terenów przez Egipt. Dodatkową trudnością dla Izraela była konieczność utrzymywania dużej armii w ciągłej gotowości bojowej. Nowo utworzone państwo żydowskie miało bardzo ograniczone możliwości finansowe, a koszty utrzymywania ponad 100 tys. żołnierzy bardzo ciążyły na całej gospodarce. Z tych powodów, Dawid Ben Gurion był gotowy zaryzykować wzrost międzynarodowego niezadowolenia, niż przedłużać obecny impas na froncie południowym. W dniach 5-7 grudnia 1948 izraelskie oddziały przeprowadziły operację Asaf, udaremniając egipską ekspansję ze Strefy Gazy na zachodnią część pustyni Negew. Następnie Sztab Generalny przystąpił do opracowywania planu operacji Horew (22 grudnia 1948 – 7 stycznia 1949), której celem było usunięcie wojsk egipskich z Negewu. Plan zakładał, że najsilniejsze egipskie umocnienia znajdują się w obszarze nadmorskiej Strefy Gazy, dlatego zrezygnowano z podejmowania wyczerpujących i zapewne bardzo krwawych walk w tym rejonie. Zamierzano przeprowadzić śmiały manewr oskrzydlający, aby przeciąć linie zaopatrzeniowe pomiędzy Rafah a Al-Arisz. Wojska egipskie w Strefie Gazy zostałyby okrążone, a izraelskie kolumny miałyby otwartą drogę do Kanału Sueskiego. Zakładano, że taka sytuacja zmusi egipski rząd do rozmów pokojowych i przyjęcia korzystnych warunków porozumienia kończącego wojnę. Szef Południowego Dowództwa generał Jigal Allon planował przy tym wkroczyć na półwysep Synaj i zająć portowe miasto Arisz, w którym znajdowały się główne magazyny zaopatrzeniowe egipskiego korpusu ekspedycyjnego. W pierwszym etapie operacji Horew przeprowadzony dywersyjny atak na Strefę Gazy, który przerodził się w bitwę o Wzgórze 86 (22-23 grudnia). Pomimo niepowodzenia, Izraelczycy zdołali opanować strategiczne Wzgórze 112, które później wykorzystywali jako punkt obserwacyjny dla własnej artylerii. W następnych dniach doszło do bitwy o Bir Tamila (25-26 grudnia) i bitwy o Audżę (26-27 grudnia), dzięki którym Izraelczycy zdobyli Audża al-Hafir i otworzyli dla swoich zmechanizowanych kolumn otwartą drogę na półwysep Synaj. W kolejnych dniach doszło do bitwy o Synaj (28 grudnia 1948 – 2 stycznia 1949), podczas której Izraelczycy przejęli kontrolę nad przygranicznymi egipskimi lotniskami oraz zajęli pozycje wyjściowe do ataku na miasto portowe Aszdod. Izraelskie natarcie na Synaju stanowiło olbrzymie zagrożenie dla egipskich linii zaopatrzeniowych. Egipskie dowództwo zdawało sobie sprawę, że nie będzie w stanie obronić miasta przed nacierającymi Izraelczykami i cały korpus ekspedycyjny zostanie odcięty w Strefie Gazy. Z tego powodu, egipscy dyplomaci natychmiast wnieśli skargę do Rady Bezpieczeństwa ONZ, która 29 grudnia 1948 przyjęła rezolucję RB nr 66. Wzywała ona do natychmiastowego wstrzymania walk i wycofania wojsk na wcześniej zajmowane pozycje. Jeszcze ostrzejsza była natomiast reakcja Wielkiej Brytanii, która poinformowała Stany Zjednoczone, że jeśli Izraelczycy nie wycofają swoich wojsk z Syanju, wówczas Brytyjczycy będą zmuszeni wywiązać się z angielsko-egipskiego paktu z 1936. Informację tę przekazał izraelskiemu ministrowi spraw zagranicznych Mosze Szaretowi amerykański dyplomata James Macdonald. Dawid Ben Gurion nie chciał ryzykować możliwością brytyjskiej interwencji zbrojnej, i nakazał 30 grudnia rozpoczęcie operacji wycofywania wojsk z Synaju. Następnego dnia izraelskie oddziały wycofały się z rejonu Arisz do skrzyżowania Abu Ageila. Ostateczne wycofanie wojsk z Synaju zakończono 2 stycznia 1949. Dobrze przeprowadzony atak nie został więc uwieńczony sukcesem, którym miało być zdobycie miasta Arisz. Bez jego zdobycia, całość izraelskich działań nie miała większego znaczenia dla egipskiego potencjału militarnego. Egipcjanie bardzo szybko zajęli opuszczone lotniska, i wznowili działania swoich sił powietrznych w rejonie walk nad Strefą Gazy i pustynią Negew.
W dniach 29-30 grudnia Jigal Allon spotkał się w Tel Awiwie z premierem Dawidem Ben Gurionem. W rozmowie uczestniczył Szef Sztabu Generalnego gen. Ja’akow Dori oraz jego zastępca, gen. Jigael Jadin. Podjęto wówczas decyzję, że podczas dalszej części operacji Horew zostanie przeprowadzony bezpośredni atak na Rafah, aby w ten sposób odciąć egipski korpus ekspedycyjny w Strefie Gazy od linii zaopatrzeniowych z południa. Zdawano sobie sprawę, że linie obronne w obszarze Rafah będą stosunkowo silne, dlatego nie planowano bezpośredniego frontalnego ataku. Zamiast tego szukano słabych punktów, aby w ten sposób przerwać linię obrony i wbić się klinem w terytorium egipskie. Główne natarcie zamierzano skierować w rejon piaszczystych wydm w rejonie Rafah. Przebiegała tędy główna droga nadbrzeżna oraz linia kolejowa. Na płaskowyżu pomiędzy wydmami znajdowały się dawne brytyjskie bazy wojskowe z opuszczonym lotniskiem.

## Układ sił

### Siły arabskie
W rejonie Strefy Gazy stacjonowały główne siły dwóch egipskich brygad. Obszar ten miał długość około 35 km i został podzielony na kilka sektorów: (a) Sektor Gazy – broniony przez dwa bataliony piechoty (3. i 7.), wzmocnione dwoma rezerwowymi batalionami (3. i 8.) i pięcioma kompaniami ochotników z Arabii Saudyjskiej. W ich odwodzie znajdowały się siły uderzeniowe (9 Batalion piechoty, batalion pancerny i bateria artylerii). Dowództwo nad sektorem objął dowódca 2 Brygady, gen. Mahmoud Fahma. (b) Sektor Rafah – broniony przez batalion piechoty, wzmocniony trzema rezerwowymi batalionami i baterią artylerii. Dowództwo nad sektorem otrzymał Mohamed Hosni. (c) linie komunikacyjne pomiędzy Rafah a Gazą zostały podzielone na dwa podsektory: pierwszy od Gazy do Dajr al-Balah i drugi od Dajr al-Balah do Rafah. Obronę każdego z podsektora zapewniał batalion ochotników. W ich odwodzie znajdowały się siły uderzeniowe (batalion piechoty, batalion pancerny i bateria artylerii). Podsektorem północnym dowodził Ahmed Saif al-Din Ibrahim, a południowym gen. Mohammed Sulejman Hjursa.
Ostatnie walki na Synaju i wycofanie stamtąd wojsk izraelskich spowodowały, że wzmocniono obronę podejścia od południa do Rafah. Właśnie tutaj spodziewano się kolejnego izraelskiego natarcia. Z tego powodu umieszczono tutaj rezerwy pancerne.

### Siły żydowskie
Do przeprowadzenia natarcia na Rafah wyznaczono Brygadę Golani, która miała utorować drogę dla czołgów 8 Brygady Pancernej. Jednostkom Brygady Negew i Brygady Harel powierzono dodatkowe działania pomocnicze i dywersyjne.

## Przebieg operacji

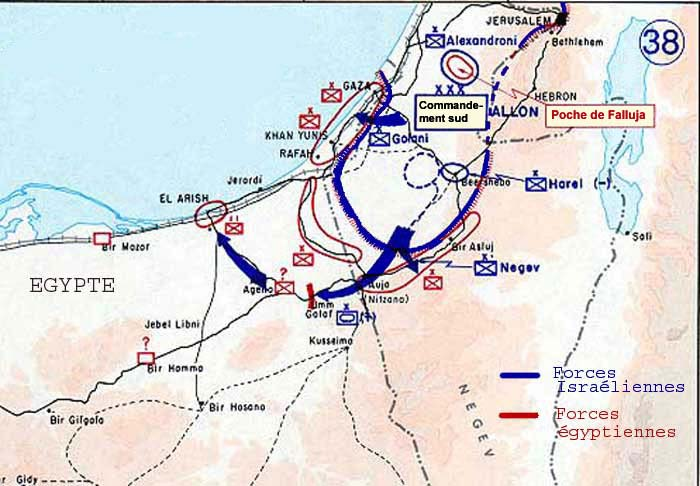
Przebieg operacji Horew

### Preludium
Rozpoczęcie natarcia na Rafah zostało poprzedzone przeprowadzonym w nocy z 1 na 2 stycznia 1949 ostrzałem Gazy przez izraelskie okręty patrolowe. Następnie, 2 i 3 stycznia izraelskie lotnictwo prowadziło zmasowane ataki powietrzne na egipskie pozycje od Gazy do Arisz. W wyniku tych bombardowań, szpitale szybko napełniły się rannymi. Egipskie dowództwo zachowało jednak spokój, i uznało, że te 48-godzinne naloty były zamierzone w celu wywołania zamieszania i paniki wśród arabskich mieszkańców i uchodźców.

### Bitwa
O godzinie 18:00 wieczorem 3 stycznia 1949, z kibucu Nirim wyruszył 12 Batalion Brygady Golani. Plan przewidywał przeprowadzenie nocnego manewru oskrzydlającego od południa rejon miasta Rafah, a następnie zajęcie strategicznego Wzgórza 102 i położonego na nim beduińskiego cmentarza, skąd miano zaatakować skrzyżowanie na głównej drodze z Gazy do Arisz. Równocześnie od południa nacierała Brygada Harel, która miała zabezpieczyć lewe skrzydło 8 Brygady Pancernej. Miała ona wydłużyć natarcie i całkowicie przeciąć linie komunikacyjne pomiędzy Rafah a Arisz.
W nocy z 3 na 4 stycznia, kompania piechoty z 12 Batalionu usiłowała pod osłoną ciemności podejść niezauważenie do Wzgórza 102. Została jednak pomyłkowo ostrzelana przez własną artylerię. Izraelski ogień ostrzegł Egipcjan, którzy również otworzyli ogień z haubicoarmat 25-funtowych, zmuszając nacierającą piechotę do odwrotu. Do drugiego ataku piechota otrzymała wsparcie w postaci kilku samochodów pancernych i transporterów opancerzonych. Egipcjanie byli już jednak uprzedzeni, i zdołali podciągnąć na pierwszą linię kilka armat przeciwpancernych. Przy ich pomocy odparli drugi atak Izraelczyków. Podczas kolejnego ataku, Izraelczycy zdołali około godziny 0:30 w nocy opanować wzgórze. Zupełnie zaskoczyło to Egipcjan, którzy przez długi czas nie potrafili zorganizować kontrataku.
Rankiem 4 stycznia do pierwszego kontrataku ruszyło dziewięć lekkich czołgów M22 Locust. Brygada Golani wyciągnęła jednak bolesną lekcję z wcześniejszej bitwy o Wzgórze 86, kładąc teraz szczególny nacisk na utrzymanie linii zaopatrzeniowych, oraz dostarczenie armat przeciwpancernych i amunicji w rejon prowadzonych walk. Dzięki temu zdołano zniszczyć pięć egipskich czołgów, zmuszając piechotę do wycofania się. O godzinie 11:00 Egipcjanie przeprowadzili drugi kontratak, tracąc kolejne cztery czołgi. Trzeci kontratak przeprowadziła piechota wspierana dwoma transporterami opancerzonymi uzbrojonymi w miotacze ognia. Izraelscy żołnierze mieli już wówczas zniszczoną większą część broni przeciwpancernej, udało im się jednak przy pomocy granatnika PIAT zniszczyć jeden z nacierających pojazdów. Pozostali Egipcjanie wycofali się. W ciągu tych trzech kontrataków zginęło co najmniej 150 egipskich żołnierzy.
W międzyczasie, w dniu 4 stycznia o godzinie 14:00, z Audża al-Hafir wyruszyła w kierunku Rafah Brygada Harel. Została ona wzmocniona 9 Batalionem z Brygady Negew. Siły te posuwały się po egipskiej stronie granicy, likwidując kolejne przygraniczne punkty oporu na półwyspie Synaj. Siły te posuwały się na północ, nie napotykając na większy opór. W dniu 5 stycznia, około godziny 11:00 siły uderzeniowe dotarły na odległość 1 km na południe od strategicznego skrzyżowania na głównej drodze z Gazy do Arisz. Napotkano tutaj na silny opór Egipcjan, którego nie potrafiły przełamać wspólne ataki Brygady Golani ze Wzgórza 102 i Brygady Harel od południa. W ten sposób na linii frontu powstał pat. Egipscy żołnierze utrzymywali swoje pozycje obronne, z których kontrolowali strategiczne skrzyżowanie. Natomiast izraelscy żołnierze nie byli w stanie przełamać egipskich linii, zajmując przy tym tak dogodne pozycje, że wrogie kontrataki były odpierane. Obie strony wykrwawiały się w walkach o skrzyżowanie, podczas gdy komunikacja pomiędzy Gazą a Arisz odbywała się drogą i linią kolejową położoną bardziej na północ. Sytuację tę postanowili wykorzystać na swoją korzyść Egipcjanie, którzy już 4 stycznia ogłosili na arenie międzynarodowej, że są gotowi przystąpić do rozmów pokojowych nad zakończeniem wojny. Działania te silnie poparła Wielka Brytania, uzyskując zgodę Dawida Ben Guriona na ogłoszenie zawieszenia broni w dniu 7 stycznia. Izraelskie dowództwo postanowiło w tym krótkim czasie poszukać rozstrzygnięcia na polu bitwy.
W nocy z 5 na 6 stycznia atak przeprowadził 5 Batalion z Brygady Harel, któremu do godziny 6:00 rano udało się zająć dwie główne pozycje obronne przy skrzyżowaniu. Jednak rano Egipcjanie przeprowadzili podczas burzy piaskowej kontratak, zmuszając Izraelczyków do wycofania się. Tymczasem Jigal Allon otrzymał rozkaz zintensyfikowania ataków i przecięcia linii komunikacyjnych na południu. Podjął on decyzję o użyciu będącej w odwodzie 8 Brygady Pancernej. Przegrupowała się ona z kibucu Gewulot i już popołudniem przeprowadziła pierwszy nieudany atak na skrzyżowanie.
W nocy z 6 na 7 stycznia, 4 Batalion z Brygady Harel pod dowództwem Dawida Elazara, wykonał manewr oskrzydlający pozycje egipskie od zachodu. Przeszedł on pustynną okolicą półwyspu Synaj na odległość około 5 km na zachód od skrzyżowania, gdzie zaatakował pozycje bronione przez trzy kompanie piechoty. Egipcjanie zostali całkowicie zaskoczeni tym atakiem, i po krótkiej walce wycofali się. Egipskie dowództwo jednak natychmiast rzuciło w ten rejon znaczne posiłki, przeprowadzając kolejne kontrataki. Podczas ciężkich walk toczonych 7 stycznia wśród wydm, zniszczono osiem egipskich czołgów i kilka transporterów opancerzonych. W ten sposób odcięto główne zgrupowanie egipskich wojsk w Strefie Gazy od głównych baz zaopatrzeniowych w Arisz. O godzinie 14:00 w dniu 7 stycznia nastąpiło formalne ogłoszenie zawieszenia broni. Pomimo to, w nocy z 7 na 8 stycznia izraelscy komandosi podłożyli minę na przybrzeżnej linii kolejowej. Jej wybuch spowodował uszkodzenie pociągu przewożącego rannych żołnierzy z Rafah do Arisz. Zginęło ponad 80 egipskich żołnierzy. Wysadzenie linii kolejowej było ostatnim aktem przecinającym linie komunikacyjne prowadzące na południe.
Pomimo obowiązującego już zawieszenia broni, Jigal Allon planował przeprowadzenie w dniu 8 stycznia ostatniego, decydującego ataku na skrzyżowanie na południe od Rafah. Jednak duża burza piaskowa pokrzyżowała te plany, i termin ataku przesunięto o 24 godziny. W międzyczasie, Egipt zadeklarował gotowość rozpoczęcia rozmów pokojowych pod warunkiem wycofania wojsk izraelskich z terytorium egipskiego. Jigal Allon był przeciwny temu porozumieniu, musiał jednak podporządkować się pod rozkazy głównego dowództwa. W dniach 9-10 stycznia 1949 ostatnie izraelskie oddziały wycofały się z półwyspu Synaj. W ciągu następnych 24-godzin Egipcjanie przywrócili normalną komunikację pomiędzy Strefą Gazy a Arisz.

## Reakcje i następstwa
Bitwa zakończyła się niepowodzeniem Izraelczyków, którzy ponieśli wysokie straty i nie zdołali uzyskać żadnych zdobyczy terytorialnych. Jedynym sukcesem był fakt, że bitwa utorowała drogę do rozpoczęcia rozmów pokojowych pomiędzy Egiptem a Izraelem. Linia frontu pod koniec bitwy odpowiadała w przybliżeniu linii zawieszenia broni, i późniejszej granicy między obydwoma państwami.